# Cathédrale Notre-Dame de Saint-Paul-Trois-Châteaux
Cette  cathédrale n’est pas la seule cathédrale Notre-Dame.
La cathédrale Notre-Dame de Saint-Paul-Trois-Châteaux est une ancienne cathédrale romane située dans le département français de la Drôme et la région Auvergne-Rhône-Alpes.
Elle constitue un des plus beaux exemples d'art roman provençal inspiré de l'antique, au même titre que le prieuré du Val des Nymphes, la chapelle Saint-Quenin de Vaison-la-Romaine, l'église de Saint-Restitut, la cathédrale Notre-Dame-des-Doms d'Avignon, la chapelle Notre-Dame d'Aubune à Beaumes-de-Venise, l'église Notre-Dame-du-Lac du Thor, la chapelle Saint-Gabriel de Tarascon et la basilique Saint-Trophime d'Arles.

## Historique
On suppose qu'un premier groupe épiscopal était situé sous l'église Saint-Jean. Le siège de l'évêque aurait été déplacé à son emplacement actuel à l'époque carolingienne, voire au XIe siècle.
Cet imposant édifice, commencé au milieu du XIIe siècle à partir du chœur et achevé vers 1220, a été la cathédrale de Saint-Paul-Trois-Châteaux jusqu'à la Révolution. Elle est depuis une des trois cathédrales du diocèse de Valence (avec celle de Die et de Valence).
La fin de la courte union du diocèse de Saint-Paul à celui d'Orange pourrait expliquer la genèse de sa construction au XIIe siècle dans des dimensions particulièrement ambitieuses. Les premiers travaux d'envergure qui suivirent eurent lieu autour de 1325-1350. Le porche méridional a été rajouté au XVe siècle.
La cathédrale fait l'objet d'un classement au titre des monuments historiques : elle fait partie de la première liste de monuments historiques français, la liste des monuments historiques protégés en 1840, qui comptait 1 034 monuments.

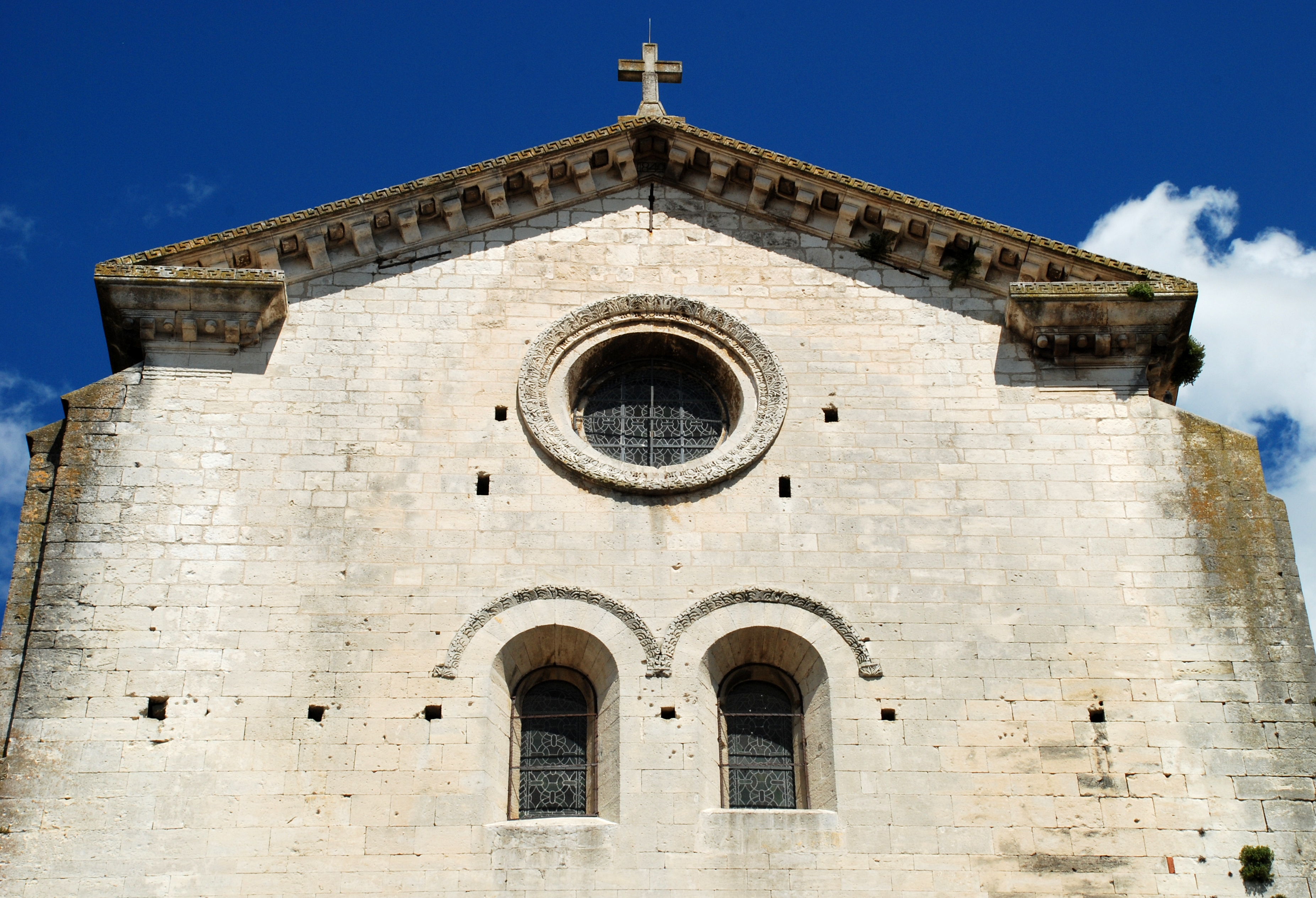
Façade occidentale : fronton et oculus.

## Architecture extérieure

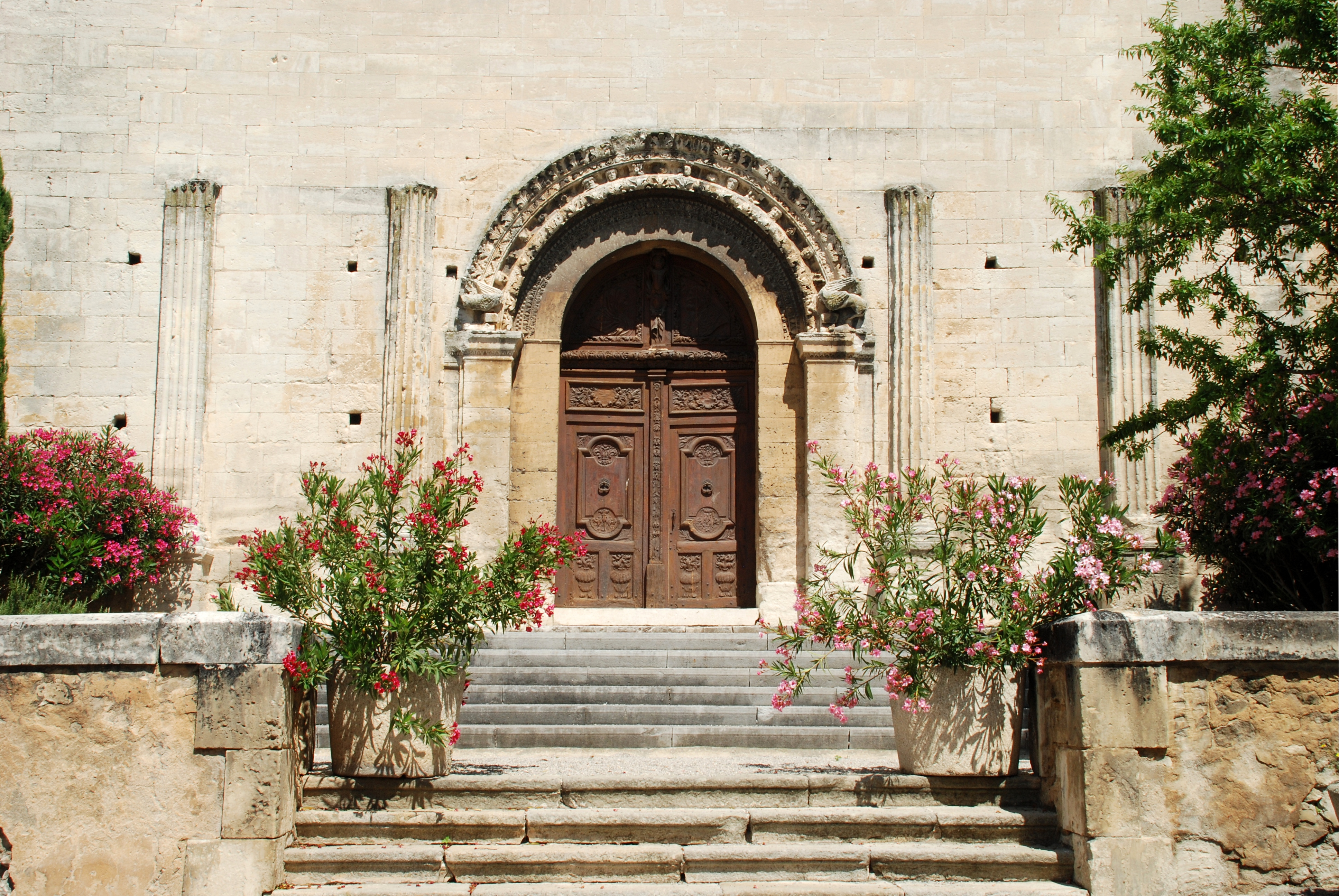
Le portail occidental encadré de colonnes et de pilastres.

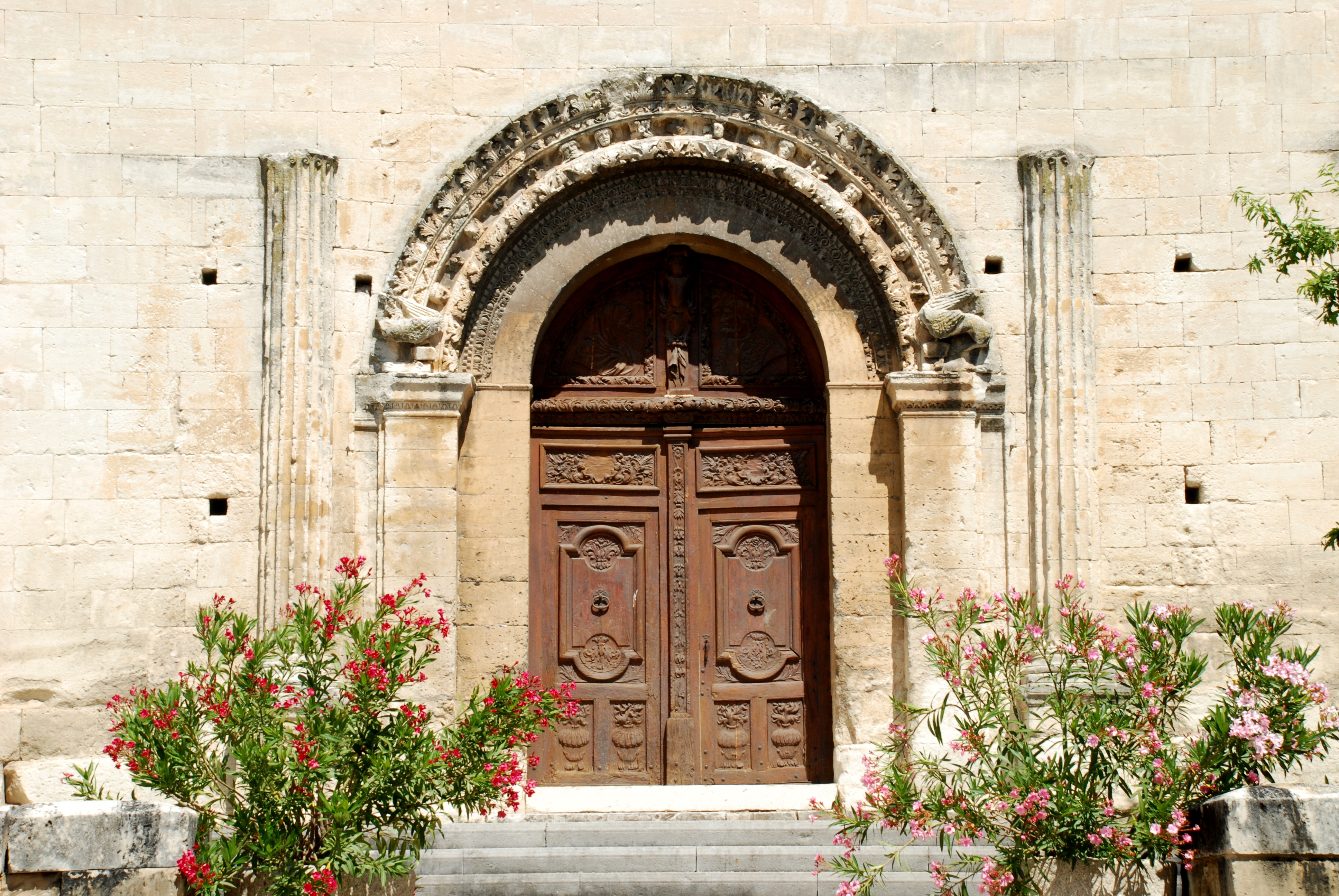
Le portail occidental orné de frises à l'antique.

La cathédrale appartient au style roman provençal avec un plan simple, une harmonie de volumes, un décor dépouillé, une taille et un appareillage des pierres soignés, la référence à l'Antiquité et l'absence d'ouverture au nord. Son architecture, très sobre, en impose par la pureté de ses lignes et la majesté de sa construction.
Les pierres à l'intérieur comme à l'extérieur portent de nombreuses marques de tâcherons.
La décoration inspirée de l'antique (frontons triangulaires, colonnes cannelées, pilastres cannelés, chapiteaux à feuilles d'acanthe, frises de grecques, frises d'oves, frises de feuilles d'acanthe) est omniprésente : on la retrouve au niveau de la façade occidentale, de la façade méridionale, du chevet et du chœur.

### La façade occidentale
La référence à l'Antiquité est très marquée au niveau de la façade occidentale de la cathédrale :
- fronton triangulaire orné d'une frise de grecques
- oculus orné d'une frise d'oves et d'une frise de feuilles d'acanthe
- portail occidental orné de plusieurs frises de feuilles d'acanthe et d'une frise d'oves
- colonnes engagées cannelées et pilastres cannelés ornant la base de la façade, de part et d'autre du portail

Le portail encadre des vantaux de bois du XVIIe siècle.

### La façade méridionale

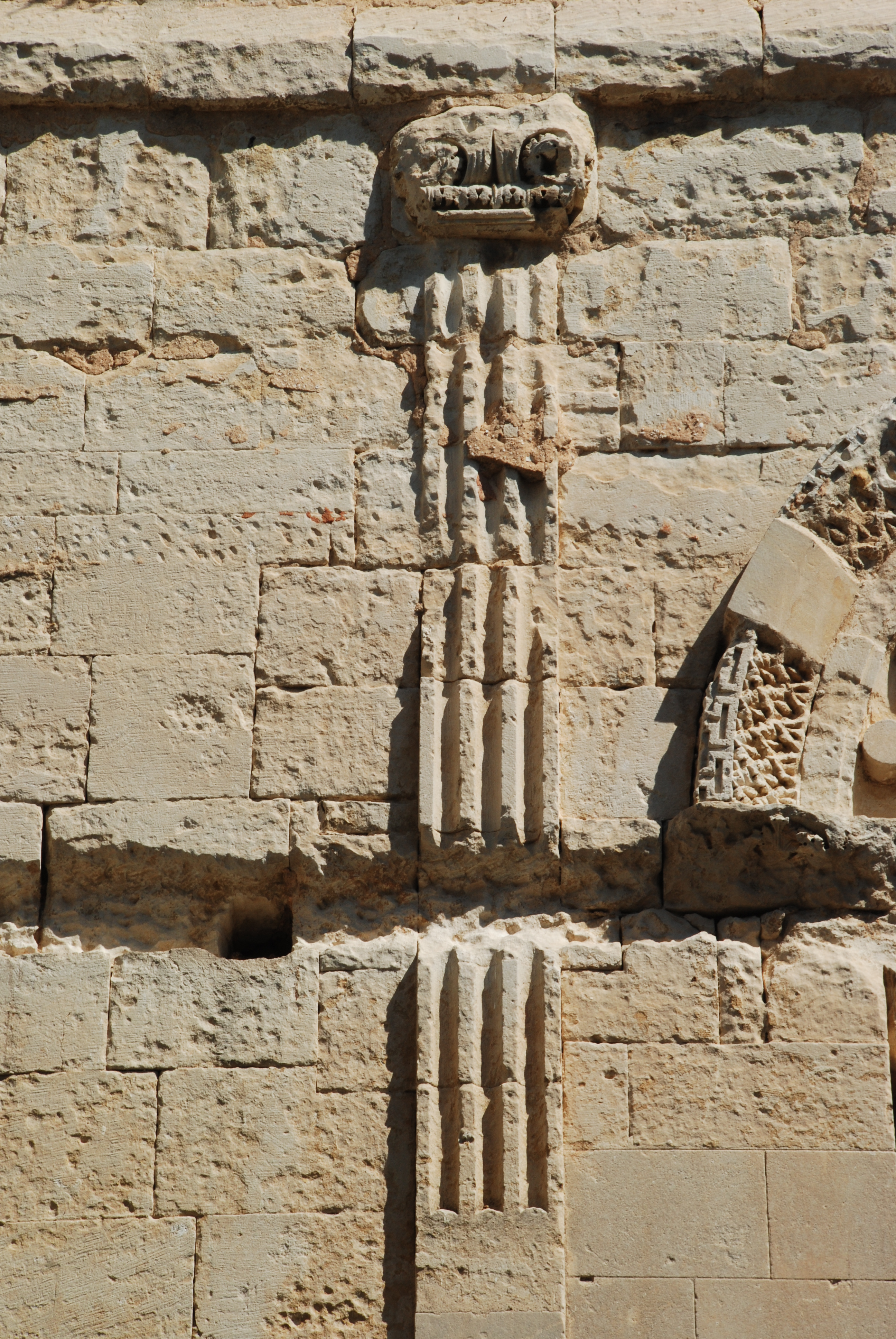
Façade méridionale : pilastre cannelé.

On retrouve la même référence à l'Antiquité au niveau de la façade méridionale et du portail sud, abrité sous le porche ajouté au XVe siècle :
- frise de grecques et frise de feuilles d'acanthe sous la corniche
- fenêtre haute ornée d'une frise d'oves et encadrée de pilastres cannelés surmontés de chapiteaux à feuilles d'acanthe
- portail méridional (sous le porche) : colonnes torsadées, chapiteaux à feuilles d'acanthe, frises de feuilles d'acanthe, frise d'oves

|  |  |

### La façade méridionale du transept

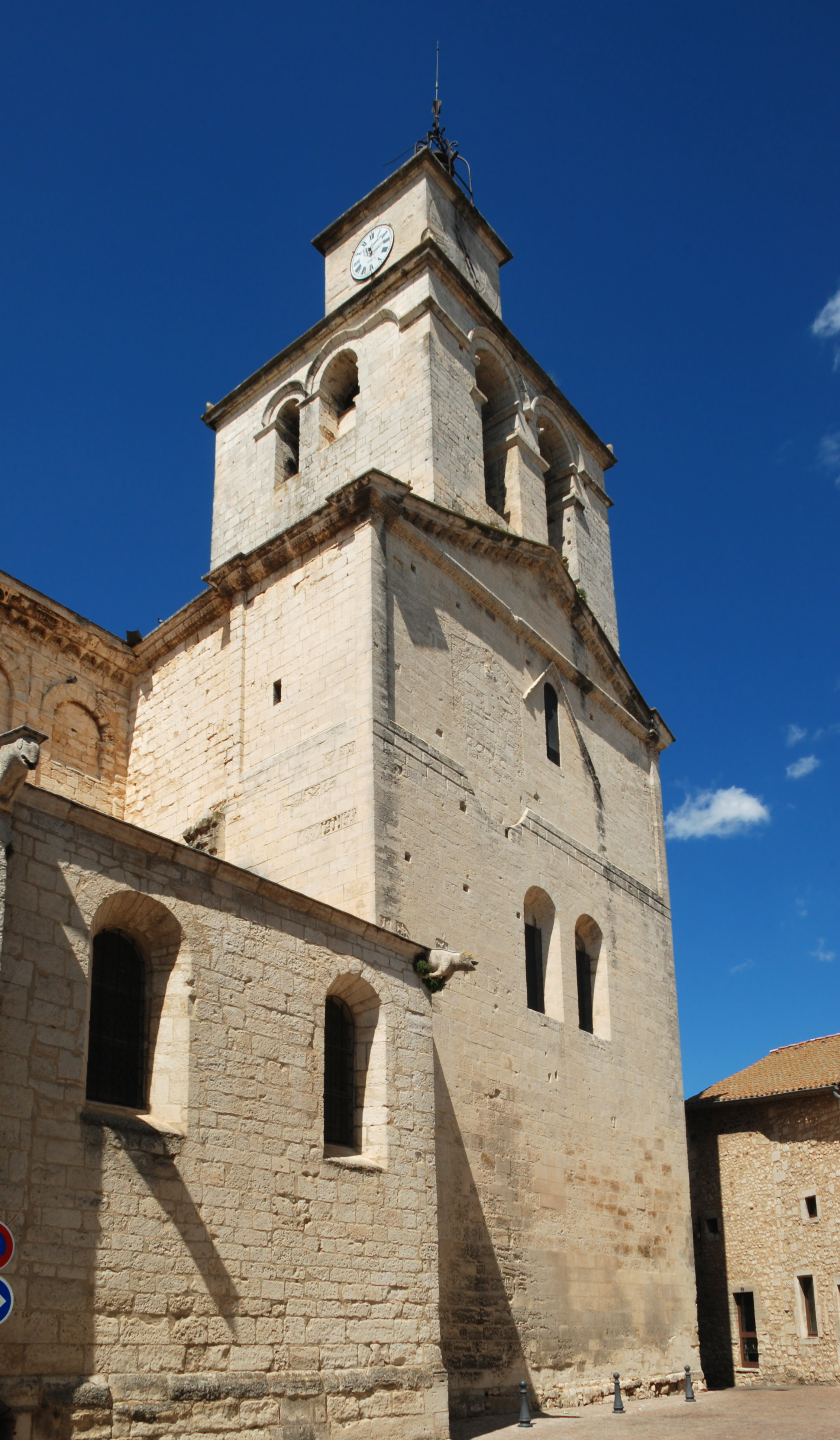
Façade du transept surmontée d'un fronton triangulaire inspiré de l'antique.

La façade méridionale du transept est surmontée d'un fronton triangulaire inspiré de l'antique.
Ses côtés sont surmontés d'un entablement à l'antique.
De petites sculptures romanes (sagittaire, cavalier…) sont enchâssées dans les murs du transept qui montrent également de nombreuses marques de tâcheron.
|  |  |

### Le chevet

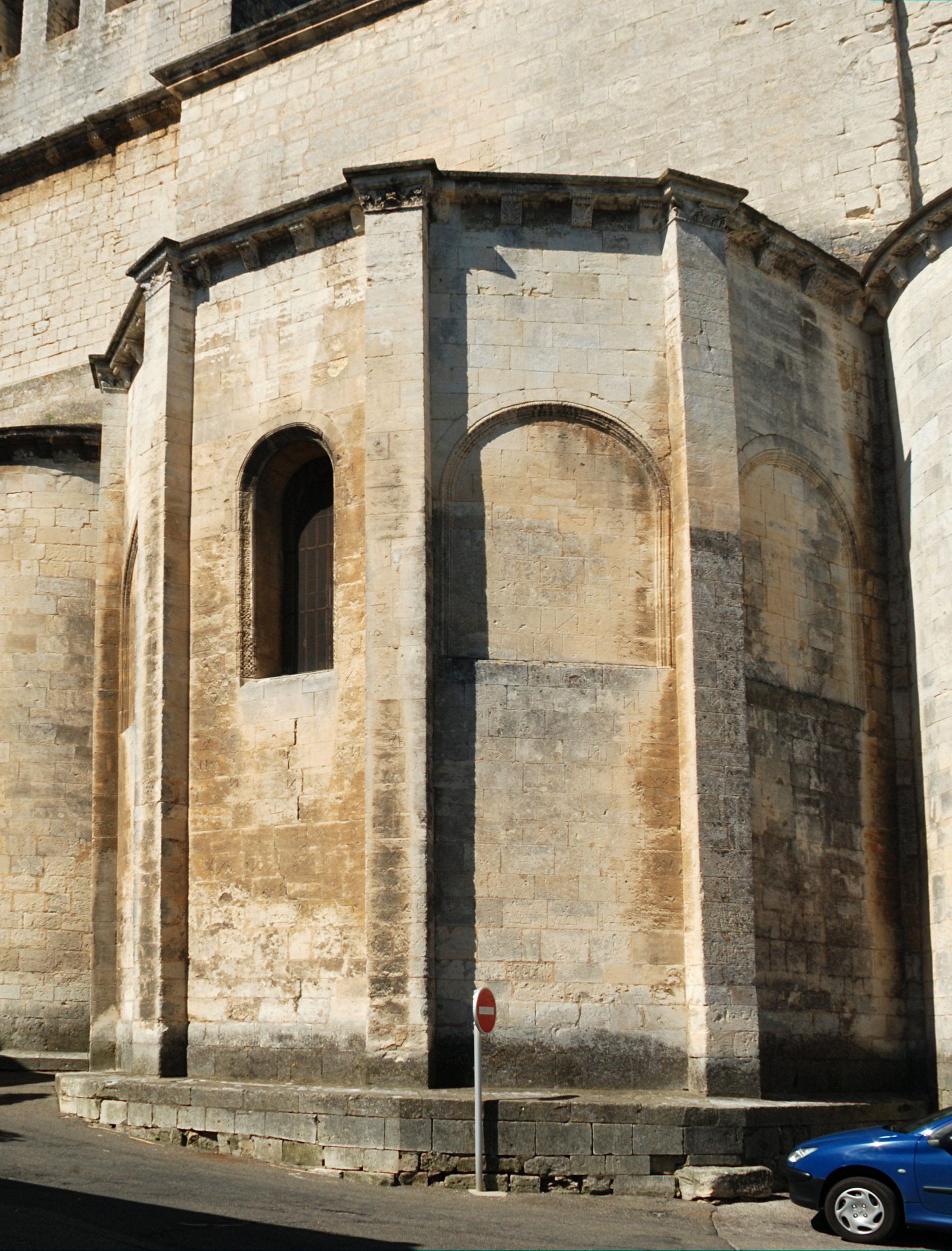
L'abside centrale du chevet.

Le chevet, nettement plus sobre, présente une triple abside ainsi qu'une triple arcature aveugle (en haut à droite).
Malgré la sobriété du chevet, on retrouve une décoration à l'antique au niveau de l'abside centrale :
- entablement à l'antique
- chapiteaux carrés ornés de feuilles d'acanthe
- frise d'oves
- frise de palmettes ou de feuilles d'acanthe
- modillons ornés de feuilles d'acanthe

|  |  |

## Architecture intérieure

### Le chœur
L'abside principale, voûtée en cul-de-four, présente un décor fait de cinq arcades aveugles avec colonnettes cannelées ou torsadées surmontées de chapiteaux à feuilles d'acanthe.
Derrière l'autel se trouvent des mosaïques des XIIe et XIIIe siècles qui représentent « la ville de Jérusalem » : cette mosaïque est sans doute contemporaine des deux premières croisades soit trente ans environ après la construction de la cathédrale, ce qui nous apprend que l'église actuelle en a remplacé une autre dont le sol a été exhaussé.

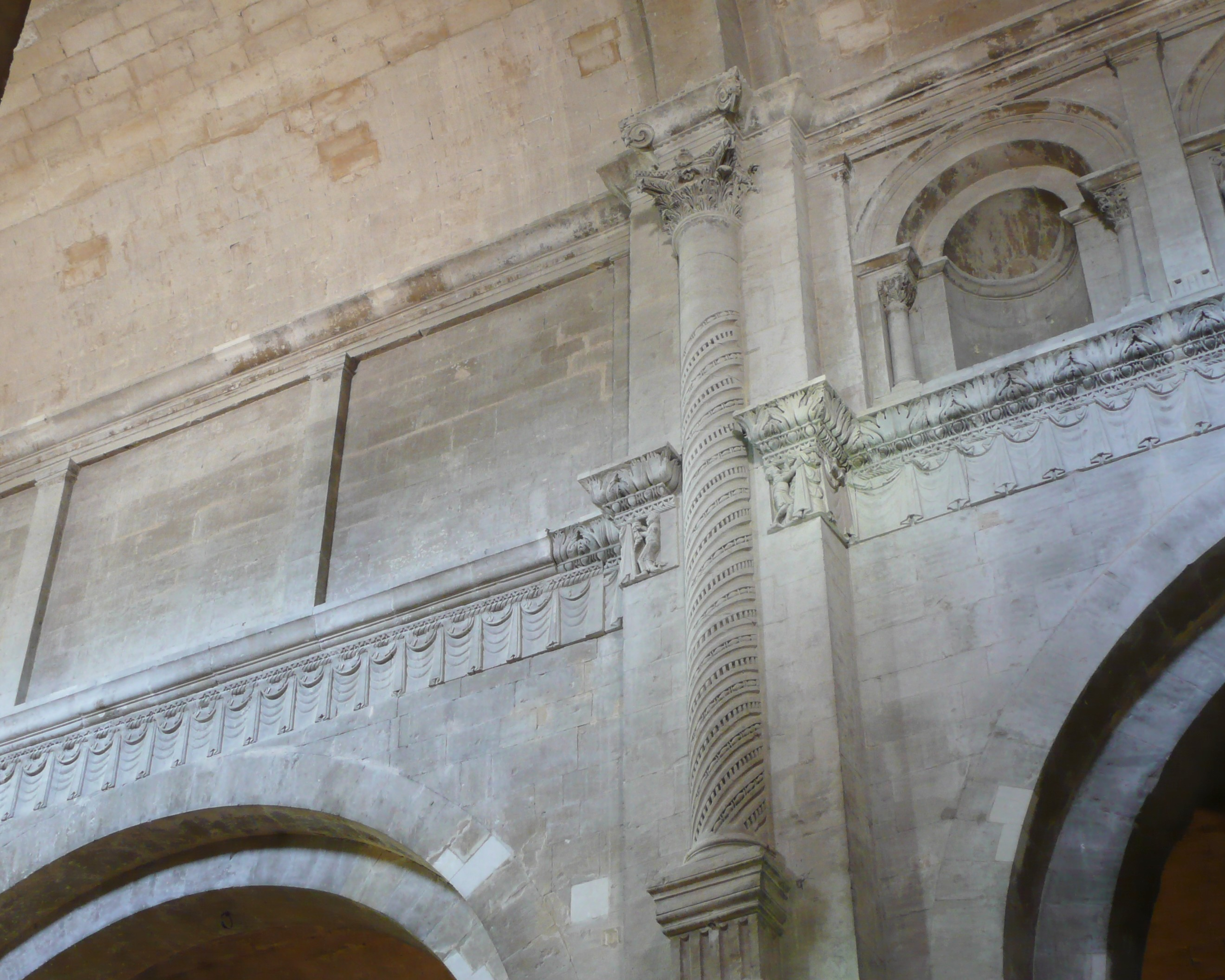
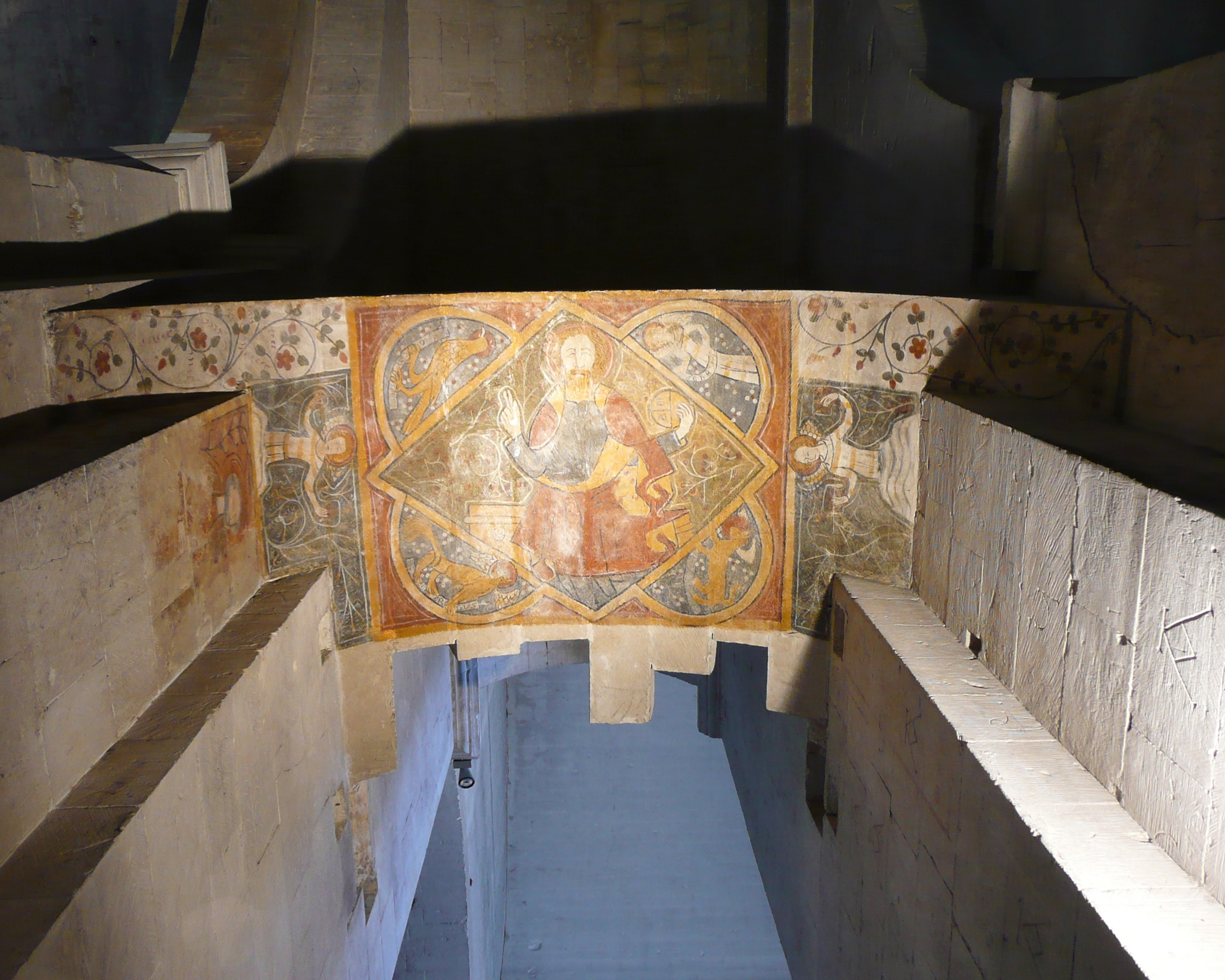
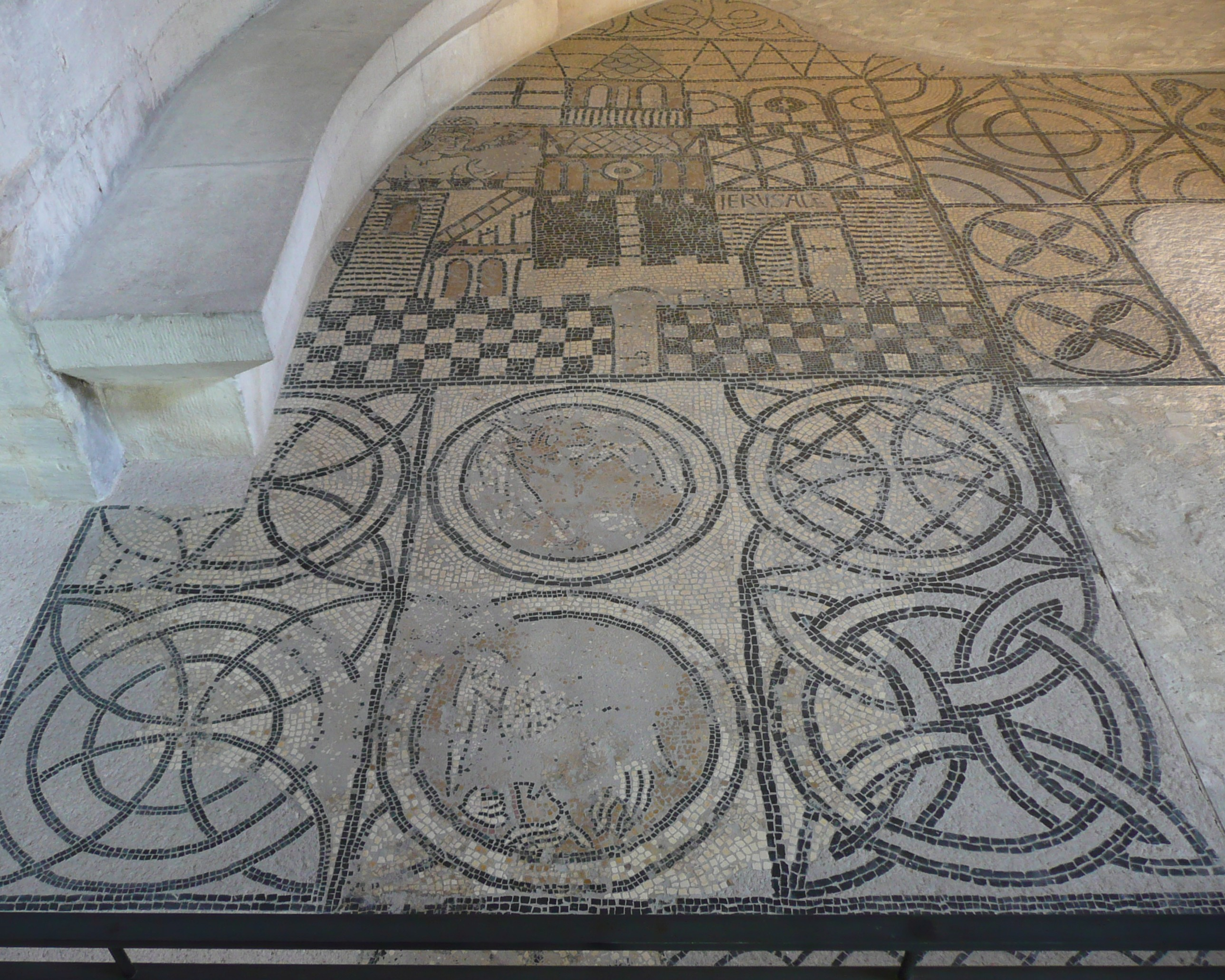
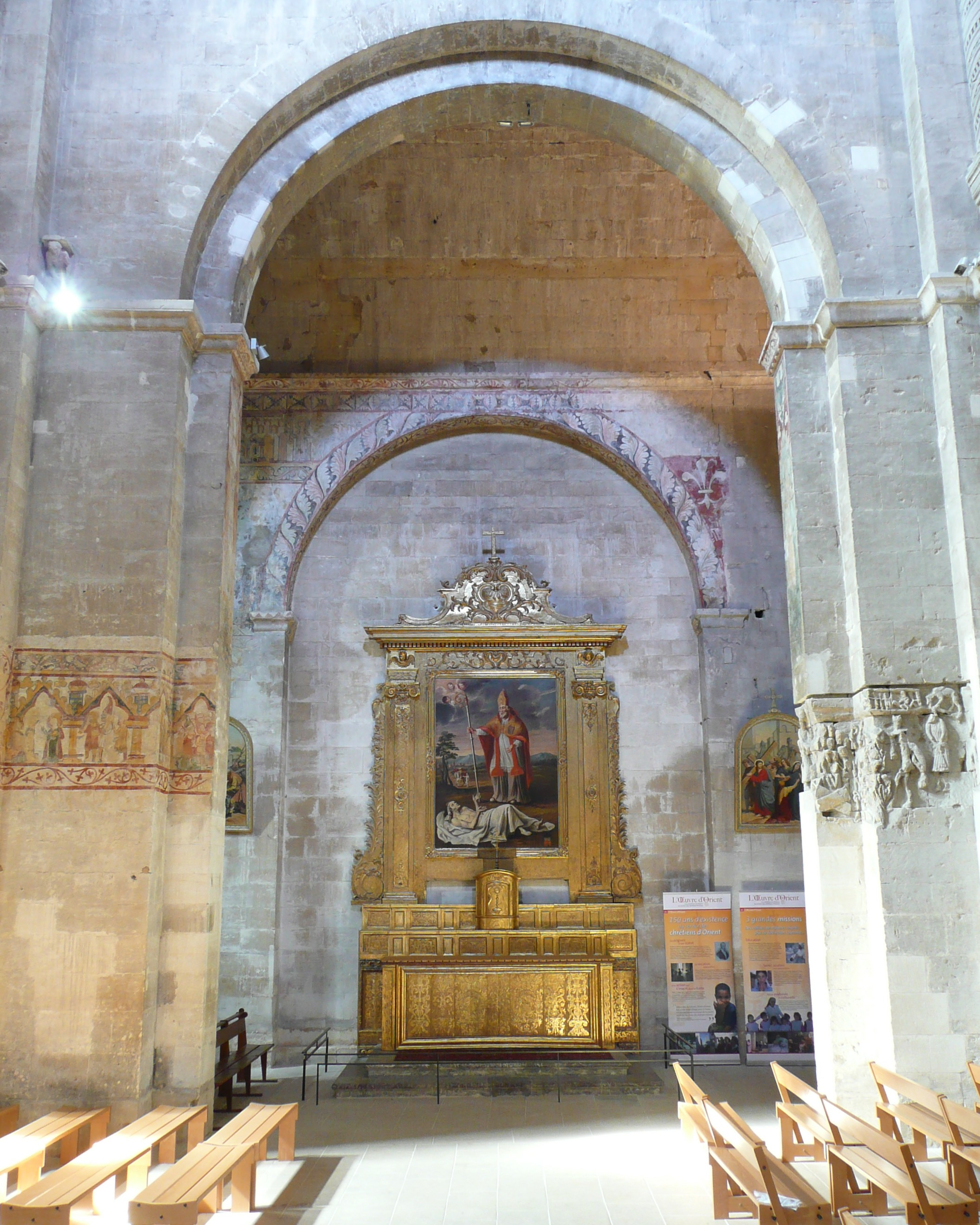
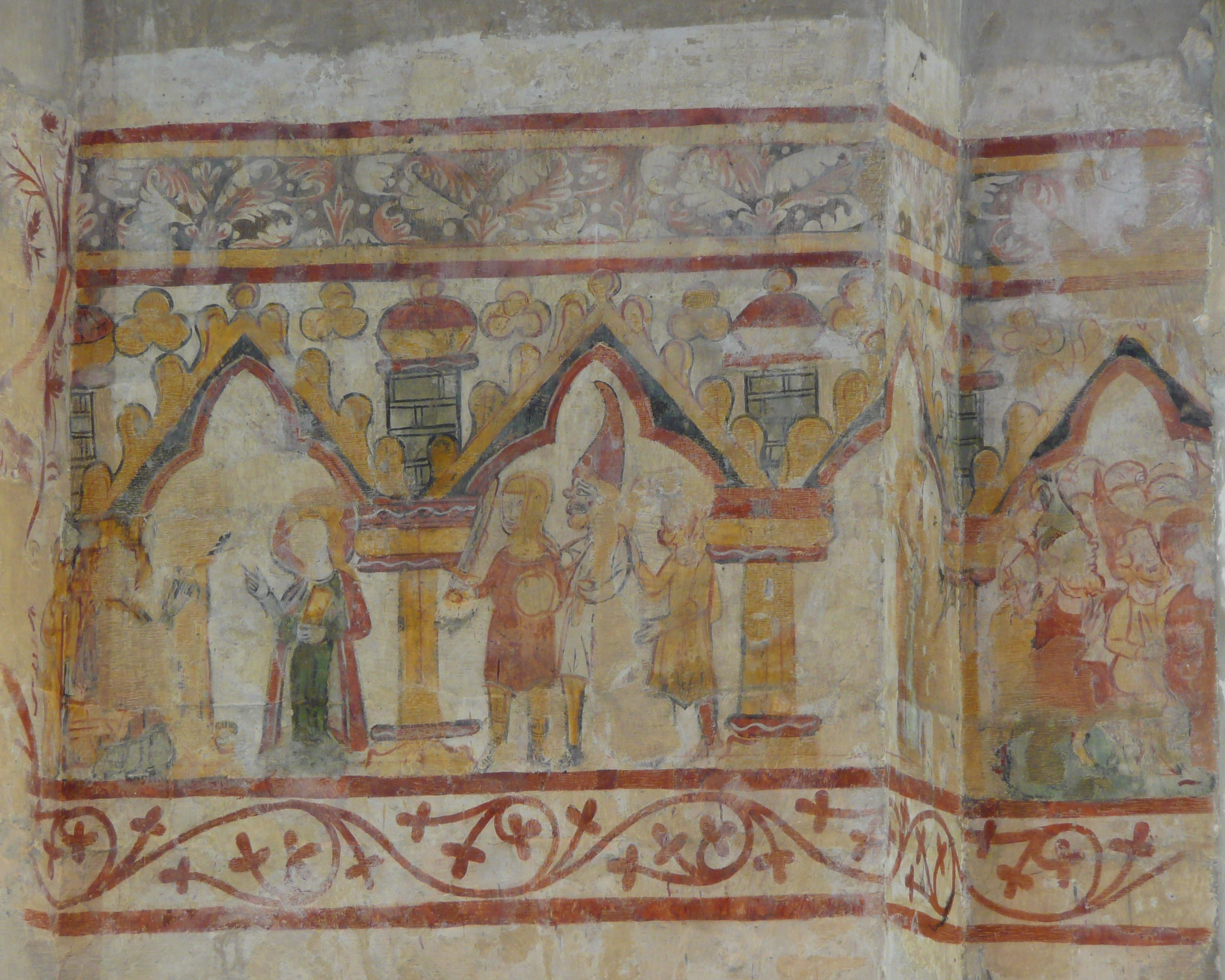
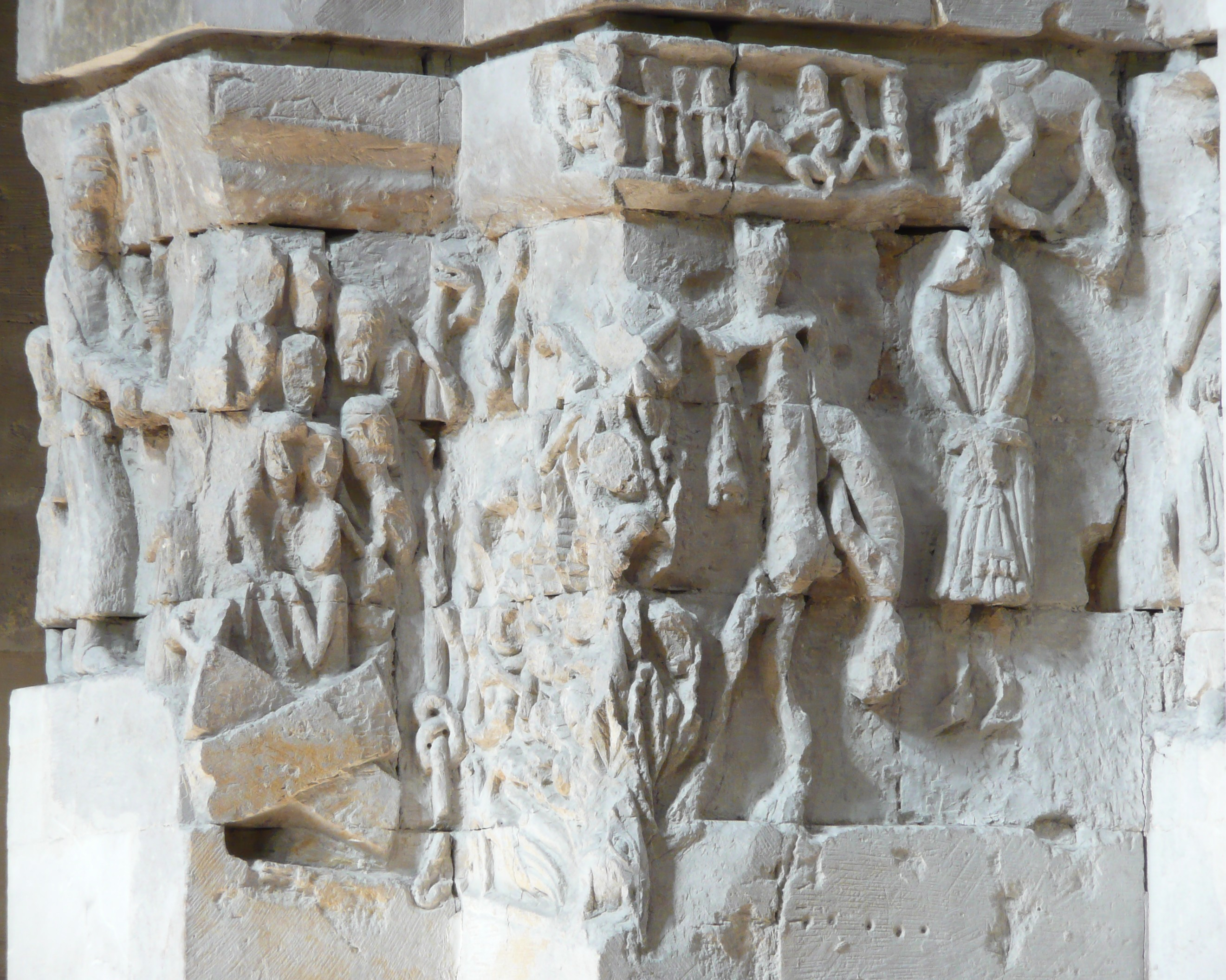

### La nef
La nef, voûtée en berceau sur doubleaux, est d'une magnifique élévation de 24 mètres.
Elle présente, elle aussi, une abondante décoration à l'antique : 
- colonnes engagées
- chapiteaux à feuille d'acanthe
- entablement à l'antique
- frise d'oves
- frise de feuilles d'acanthe

La travée précédant le transept présente, à l'étage, un faux triforium ; les niches, encadrées de pilastres et de colonnettes, surmontent une frise très fine.
Il faut encore remarquer le curieux bas-relief du pilier de la chaire. L'orgue avait été Louis d'Aube de Roquemartine
Enfin, la cathédrale renferme un orgue commandé par l'évêque Louis d'Aube de Roquemartine et installé en 1704 : sa tribune est située sur le côté gauche du chœur. L'instrument fut réalisé par le facteur Charles Boisselin d'Avignon et possède un beau buffet du début du XVIIIe siècle, 16 jeux répartis sur deux claviers manuels et un pédalier, avec traction mécanique des claviers et des jeux. Le buffet et la partie instrumentale sont tous deux inscrits aux Monuments Historiques.

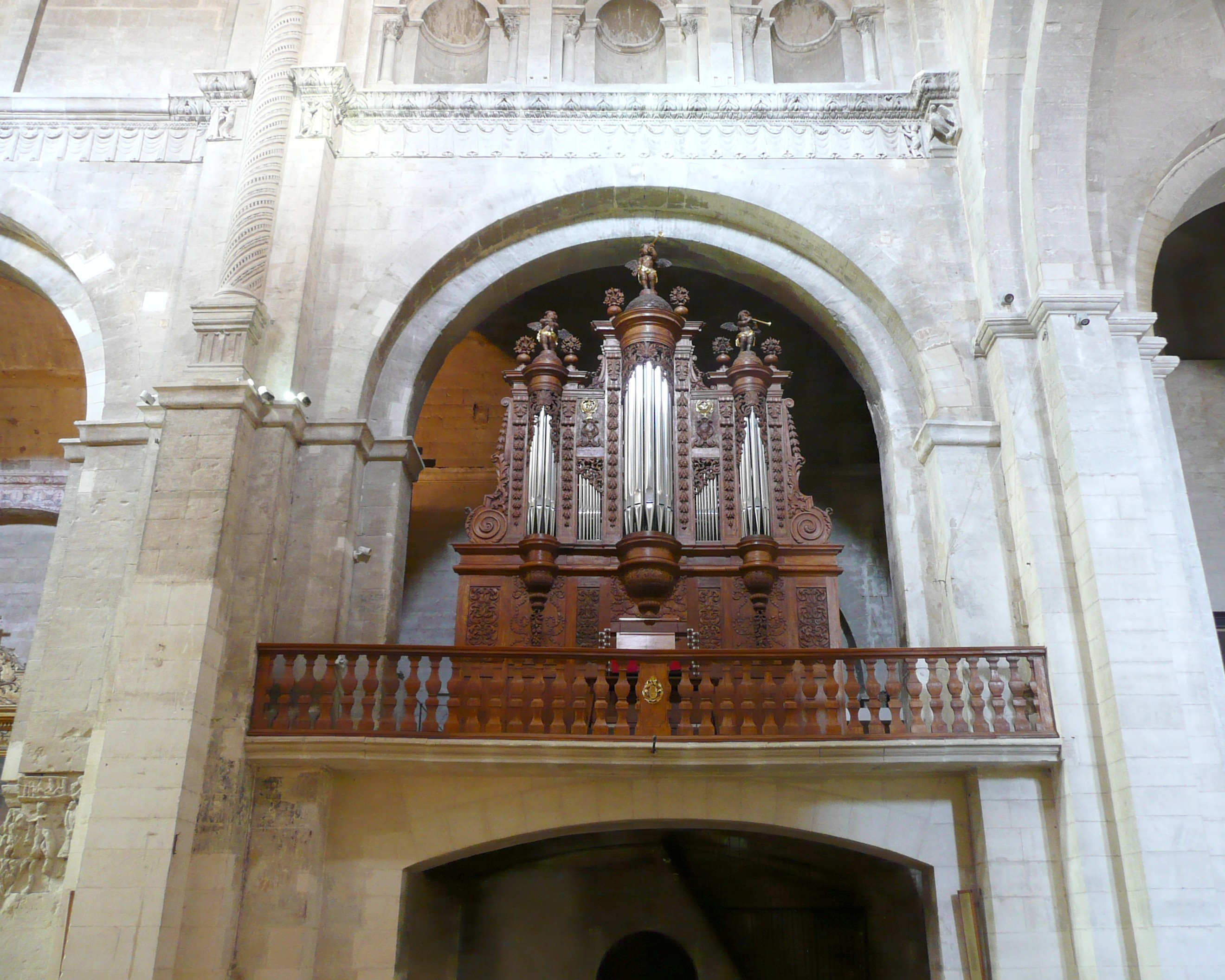
L'orgue.

 Composition de l'orgue
| Grand-Orgue 54 notes |
| Montre 8'            |
| Bourdon 8'           |
| Prestant 4'          |
| Nazard 2 2/3'        |
| Doublette 2'         |
| Tierce 1 3/5'        |
| Cromorne 8'          |

| Récit expressif 54 notes |
| Flûte à cheminée 8'      |
| Viole de gambe 8'        |
| Voix céleste 8'          |
| Cornet V                 |
| Fourniture II            |
| Basson-Hautbois 8'       |
| Trompette 8'             |

| Pédale 30 notes |
| Soubasse 16'    |
| Basse 8'        |